# Padishah Khatun
Padishah Khatun, död 1295, var regerande monark av det mongoliska vasallfurstendömet Kirman i Persien 1291-1295. Hon är också känd som poet. 
Hon var dotter till Qutb al-Din av Kerman och Kutlugh Turkan av Kirman och blev gift med ilkhanen Abaqa Khan av sin mor för att säkra dennas tronbestigning i Kirman. 
Efter makens död gifte hon om sig med sin styvson Gaykhatu, och när denna kom på tronen i Persien 1291, bad hon honom om att få sitt hemland, Kirman, som sin personliga vasallstat, något han gick med på. 
Hon lät då avsätta och avrätta sin halvbror Suyurghatamish, som nio år tidigare hade stulit tronen från hennes mor, och utropade sedan sig själv som regerande monark i Kirman, och lät khutba sägas och mynt i guld och silver präglas i sitt namn. När hennes make avled 1295 bad Suyurghatamishs änka Khurdudjin framgångsrikt makens efterträdare Baydu om att få avsätta och döda Padishah Khatun. 